# Gogama
Gogama est un village situé dans la province canadienne de l'Ontario, dans le Nord-Est de l'Ontario.

## Toponymie
Gogama est un mot ojibway qui signifie "poisson sautant", probablement en référence aux nombreux poissons qui abondent dans les eaux du lac Miniskawa qui borde le village.

## Géographie
Le village de Gogama est situé au nord du Grand Sudbury, à 191 km au nord de Sudbury et à 114 km au sud de Timmins.

## Histoire
Les trappeurs et coureurs des bois canadiens-français établirent un premier poste de traite dès le début du XVIIIe siècle.

## Démographie
La ville comptait 277 habitants lors du recensement de la population en 2011. Près des trois quarts de la population est franco-ontarienne. La ville offre des services bilingues dans le cadre de la Loi sur les services en français (Ontario).

## Personnalité
Joe LaFlamme, l'homme aux loups, s'est fait connaître dans les années 1930 et 1940 alors qu'il offrait des spectacles avec ses animaux domptés. Ses aventures ont fait l'objet d'une bande dessinée.

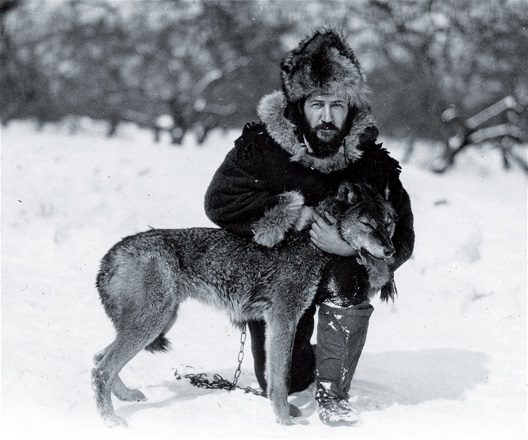
Joe avec un loup, 1926
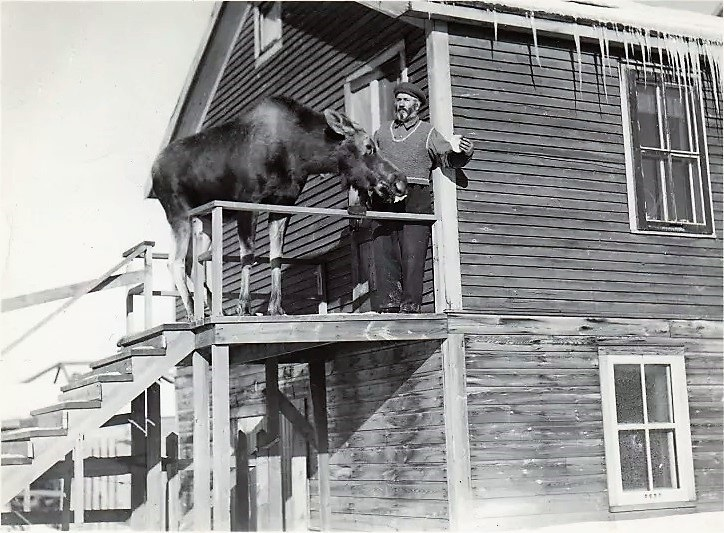
Avec un orignal, vers 1940